# La torre di Babele (programma televisivo)
La Torre di Babele è un programma televisivo di approfondimento e cultura, in onda su LA7 dal 4 dicembre 2023.
(Frase pronunciata dal conduttore Corrado Augias, in riferimento all’omonimo coro del Guglielmo Tell.)

## Il programma
A partire dal tema scelto della puntata, il conduttore Corrado Augias approfondisce l'argomento attraverso l'intervista a diversi ospiti e contributi multimediali. Gli argomenti spaziano dall'attualità a temi storici, culturali, politici ed economici. La sigla del programma è un rifacimento dello storico jingle di inizio delle trasmissioni Rai, tratto dal Finale del Guglielmo Tell di Gioacchino Rossini.

## Edizioni
| Edizione | Anno      | Conduzione     | Periodo           | Periodo        | Puntate | Telespettatori | Share | Studio                                                        |
| Edizione | Anno      | Conduzione     | Inizio            | Fine           | Puntate | Telespettatori | Share | Studio                                                        |
| -------- | --------- | -------------- | ----------------- | -------------- | ------- | -------------- | ----- | ------------------------------------------------------------- |
| 1ª       | 2023-2024 | Corrado Augias | 4 dicembre 2023   | 25 marzo 2024  | 15      | 940 800        | 4,72% | Centro produzione La7, Roma (via Umberto Novaro 32), Studio 1 |
| 2ª       | 2024-2025 | Corrado Augias | 16 settembre 2024 | 28 aprile 2025 | 22      | 893 000        | 4,69% | Centro produzione La7, Roma (via Umberto Novaro 32), Studio 1 |

### Prima stagione
| N°    | Data             | Tema                                     | Ospiti                                                     | Telespettatori | Share | Fonte  |
| ----- | ---------------- | ---------------------------------------- | ---------------------------------------------------------- | -------------- | ----- | ------ |
| 1     | 4 dicembre 2023  | La fine dell'ordine globale              | Alessandro Barbero                                         | 1 305 000      | 6,5%  | [ 2 ]  |
| 2     | 11 dicembre 2023 | Quando eravamo giovani                   | Michele Serra, Viola Ardone                                | 1 058 000      | 5,5%  | [ 3 ]  |
| 3     | 18 dicembre 2023 | L'arte nobile della politica             | Ezio Mauro, Michela Ponzani                                | 993 000        | 5,1%  | [ 4 ]  |
| 4     | 8 gennaio 2024   | Le minacce dell'intelligenza artificiale | Maurizio Ferraris, Carlo Cottarelli                        | 821 000        | 4,0%  | [ 5 ]  |
| 5     | 15 gennaio 2024  | Patria                                   | Antonio Scurati, Serena Dandini                            | 899 000        | 4,5%  | [ 6 ]  |
| 6     | 22 gennaio 2024  | La memoria della Shoah                   | Liliana Segre, Annalena Benini, José Tolentino De Mendonça | 785 000        | 3,7%  | [ 7 ]  |
| 7     | 29 gennaio 2024  | La Costituzione                          | Luciano Canfora, Marta Cartabia                            | 832 000        | 4,1%  | [ 8 ]  |
| 8     | 5 febbraio 2024  | La democrazia non è gratis               | Milena Gabanelli, Lorenzo Bini Smaghi                      | 1 009 000      | 5,3%  | [ 9 ]  |
| 9     | 12 febbraio 2024 | Roma, mito o decadenza?                  | Aldo Cazzullo, Giancarlo De Cataldo                        | 932 000        | 4,6%  | [ 10 ] |
| 10    | 19 febbraio 2024 | Gioventù bruciata                        | Umberto Galimberti, Eugenia Carfora                        | 903 000        | 4,5%  | [ 11 ] |
| 11    | 26 febbraio 2024 | Anni ’60, l’ultima età dell’oro?         | Enrico Deaglio, Francesco Piccolo                          | 892 000        | 4,6%  | [ 12 ] |
| 12    | 4 marzo 2024     | Cosa resta di Berlinguer?                | Walter Veltroni, Roberto Benigni                           | 1 271 000      | 6,3%  | [ 13 ] |
| 13    | 11 marzo 2024    | Serve ancora la democrazia?              | Luciano Canfora, Stefano Mancuso                           | 795 000        | 3,96% | [ 14 ] |
| 14    | 18 marzo 2024    | I segreti del Vaticano                   | Massimo Franco, Monsignor Sergio Pagano                    | 825 000        | 4,12% | [ 15 ] |
| 15    | 25 marzo 2024    | Roma 4 giugno 1944: dove eravamo?        | Ezio Mauro, Ascanio Celestini                              | 792 000        | 4,0%  | [ 16 ] |
| Media | Media            | Media                                    | Media                                                      | 940 800        | 4,72% |        |

### Seconda stagione
| N°    | Data              | Tema                                                 | Ospiti                                                                                    | Telespettatori | Share | Fonte  |
| ----- | ----------------- | ---------------------------------------------------- | ----------------------------------------------------------------------------------------- | -------------- | ----- | ------ |
| 1     | 16 settembre 2024 | Nella Nona di Beethoven l’idea più bella dell’Europa | Michele Dall'Ongaro, Daniele Gatti, Wim Wenders                                           | 620 000        | 3,39% | [ 17 ] |
| 2     | 23 settembre 2024 | I segreti della bibbia                               | Aldo Cazzullo, Francesca Mannocchi, Gilles Kepel                                          | 943 000        | 5,1%  | [ 19 ] |
| 3     | 30 settembre 2024 | Il caso Ciano                                        | Giordano Bruno Guerri, Michela Ponzani                                                    | 969 000        | 5,3%  | [ 20 ] |
| 4     | 14 ottobre 2024   | Chi sta uccidendo i nostri giovani?                  | Giovanni Floris, Emma Ruzzon, Maurizia Basili, Massimo Recalcati                          | 926 000        | 4,55% | [ 21 ] |
| 5     | 21 ottobre 2024   | La famiglia è finita?                                | Umberto Galimberti, Chiara Gamberale, Sandro Veronesi, Chiara Saraceno, Massimo Recalcati | 1 042 000      | 5,39% | [ 22 ] |
| 6     | 28 ottobre 2024   | Trump o Harris, come cambierà il mondo?              | Walter Veltroni, Marianna Aprile, Mario Calabresi                                         | 886 000        | 4,6%  | [ 23 ] |
| 7     | 4 novembre 2024   | Le notti della democrazia                            | Antonio Scurati, Luciano Canfora                                                          | 970 000        | 5,21% | [ 24 ] |
| 8     | 11 novembre 2024  | Sesso, bugie e social network                        | Paolo Crepet, Lilli Gruber, Emma Ruzzon, Alessandra Graziottin                            | 955 000        | 4,88% | [ 25 ] |
| 9     | 18 novembre 2024  | Allarme rosso: la salute e l'ambiente                | Milena Gabanelli, Simona Ravizza, Stefano Mancuso                                         | 1 050 000      | 5,5%  | [ 26 ] |
| 10    | 25 novembre 2024  | Giubileo Santo e Dannato                             | Massimo Recalcati, Roberto D'Agostino                                                     | 900 000        | 4,7%  | [ 27 ] |
| 11    | 9 dicembre 2024   | Benito, l'Italia in corpo                            | Giordano Bruno Guerri, Vittorio Lingiardi                                                 | 855 000        | 4,37% | [ 28 ] |
| 12    | 16 dicembre 2024  | Democrazia sotto attacco?                            | Romano Prodi, Greta Cristini                                                              | 817 000        | 4,5%  | [ 29 ] |
| 13    | 23 dicembre 2024  | L'Italia degli arroganti: Noi figli di Manzoni       | Gianrico Carofiglio, Melania Mazzucco                                                     | 840 000        | 4,4%  | [ 30 ] |
| 14    | 20 gennaio 2025   | Il mondo nuovo di Donald Trump                       | Ezio Mauro, Sandro Veronesi, Nadia Urbinati                                               | 831 000        | 4,1%  | [ 31 ] |
| 15    | 3 febbraio 2025   | Bernini e Borromini La Guerra del Barocco            | Jacopo Veneziani, Francesco Rutelli                                                       | 749 000        | 3,7%  | [ 32 ] |
| 16    | 10 marzo 2025     | Le regole dell’etica                                 | Umberto Galimberti, Marianna Aprile, Ezio Mauro, Alessia Melcangi                         | 982 000        | 4,96% | [ 33 ] |
| 17    | 17 marzo 2025     | (r)esiste l’Europa?                                  | Romano Prodi, Ezio Mauro, Paolo Giordano, Emma Ruzzon                                     | 858 000        | 4,44% | [ 34 ] |
| 18    | 24 marzo 2025     | Pace, guerra e libertà                               | Aldo Cazzullo, Nathalie Tocci, Antonio Spadaro                                            | 1 198 000      | 6,20% | [ 35 ] |
| 19    | 31 marzo 2025     | La musica ribelle                                    | Nicola Piovani, Serena Dandini                                                            | 759 000        | 3,87% | [ 36 ] |
| 20    | 14 aprile 2025    | La Fine di Mussolini                                 | Antonio Scurati, Michela Ponzani                                                          | 856 000        | 4,61% | [ 37 ] |
| 21    | 21 aprile 2025    | Senza Dio e Senza Ideali?                            | Javier Cercas, Ezio Mauro                                                                 | 728 000        | 4,50% | [ 38 ] |
| 22    | 28 aprile 2025    | Senza Francesco… e adesso?                           | Antonio Spadaro, Luciano Canfora, Umberto Galimberti, Annalisa Cuzzocrea                  | 918 000        | 5%    | [ 39 ] |
| Media | Media             | Media                                                | Media                                                                                     | 893 000        | 4,69% |        |

### Puntate Speciali
| N° | Data             | Tema                                    | Speciale                                                        | Telespettatori | Share | Fonte  |  |
| -- | ---------------- | --------------------------------------- | --------------------------------------------------------------- | -------------- | ----- | ------ |  |
| 1  | 27 gennaio 2025  | La coscienza oscurata                   | Introduce il film di Francesco Rosi "La tregua"                 | 825 000        | 4,3%  | [ 40 ] |  |
| 2  | 10 febbraio 2025 | MAGMA - Mattarella, il delitto perfetto | Introduce l'omonimo film documentario di Giorgia Furlan         | 811 000        | 4,8%  | [ 41 ] |  |
| 3  | 3 marzo 2025     | Le Regole del Capitale                  | Introduce il documentario “Il capitalista” di Jacques Charmelot | 876 000        | 4,75% | [ 42 ] |  |
| 4  | 6 agosto 2025    | Hiroshima 80 anni dopo                  | Introduce il documentario “Hiroshima” di James Erskine          | 525 000        | 4,1%  | [ 43 ] |  |

## Spin-off

### La torre di Babele DOC
In onda dal 7 ottobre 2024 dal lunedì al venerdì alle 17:30, Augias accoglie i telespettatori nella biblioteca di casa sua, dove presenta documentari di vario genere. 